# 牛深市立山之浦小学校
牛深市立山之浦小学校（うしぶかしりつやまのうらしょうがっこう）は熊本県牛深市（現・天草市）にあった公立小学校。

## 沿革
- 1875年4月 - 久玉小学校山之浦分教場設置
- 1876年4月6日 - 公立久玉小学校山之浦分教場と改称
- 1886年4月 - 尋常久玉小学校山之浦分教場と改称
- 1892年4月 - 久玉尋常小学校山之浦分教場と改称
- 1902年
  - 7月 - 山之浦分教場閉鎖
  - 8月 - 改築し、山之浦分教場開始
- 1904年5月 - 久玉尋常高等小学校山之浦分教場と改称
- 1941年4月1日 - 久玉国民学校山之浦分教場と改称
- 1947年4月1日 - 久玉村立久玉小学校山之浦分教場と改称
- 1954年7月1日 - 牛深市立久玉小学校山之浦分教場と改称
- 1962年 - 久玉小学校から独立し、牛深市立山之浦小学校開校
- 2005年 - 久玉小学校へ統合

## 学校周辺
- 浅海湾